# Luther in effigie

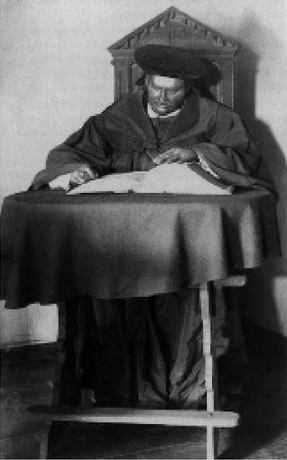
Luther in effigie. Fotografie von Fritz Möller, um 1915

Als Luther in effigie oder Luther-Effigie[s] wird eine lebensgroße Figur Martin Luthers bezeichnet, die bis in die 1930er Jahre in der Marienkirche in Halle an der Saale gezeigt wurde.

## Beschreibung
Die Figur war ursprünglich mit Talar und Barett bekleidet und saß, scheinbar schreibend, an einem Tisch, auf dem eine Lutherbibel mit Widmung lag. Kopf und Hände waren aus Wachs. Augenbrauen, Wimpern und Haare waren in dieses Material eingesetzt, die Augen bestanden aus bemalten Glasplättchen. Die Figur war beweglich, so dass ihre Haltung verändert werden konnte.

## Herkunft
Angeblich waren die Hände und das Gesicht nach Gipsabgüssen gebildet worden, die nach Luthers Tod im Jahr 1546 von dem Leichnam abgenommen worden waren. Derartige Abgüsse sind aber nirgends sicher bezeugt; bekannt ist nur, dass Luther auf dem Totenbett von einem oder zwei Künstlern porträtiert wurde, woraus sich später eine ganze Serie von Gemälden und Drucken entwickelte, die ihre Wurzeln wahrscheinlich im Umfeld der Cranach-Werkstatt hatten. Jochen Birkenmeier betont: „Es muss [...] festgehalten werden, dass zwischen Luthers Tod und der mutmaßlichen Entstehung der Wachsmaske mindestens 80 Jahre liegen, in denen kein einziger Hinweis auf eine Luther-Totenmaske zu verzeichnen ist.“
Darüber hinaus hätte man, um die Handhaltung, die die Luther-Effigie zeigte, zu ermöglichen, die Hände des Leichnams erst in Form biegen und für die Aufbahrung anschließend womöglich wieder in eine andere Position bringen müssen.
Ein erster Beleg für die Existenz des wächsernen Lutherporträts stammt aus dem Jahr 1663. Ein Lucas Schöne, vermutlich ein Maler aus Halle, unterzeichnete am 19. November dieses Jahres einen Zahlungsbeleg über zehn Taler, die er vom Kirchvater Peter Untzer erhalten habe. Schöne verwendet die Formulierung „verfertigen“ für seine Arbeit, was aber nicht bedeuten muss, dass er der Schöpfer von Luther in effigie war. Denn am Tag vor der Ausstellung des Belegs wurde in einem Kirchenrechnungsbuch vermerkt, dass die Summe dafür ausgegeben worden war, „Luthers bilde zu reparirn“, das also damals schon vorhanden gewesen sein muss. Eine weitere Rechnung, diesmal für die Kleidung der Lutherfigur, stammt vom 14. Dezember 1663 und beträgt noch einmal ungefähr die Hälfte der Summe, die Schöne quittiert hatte.

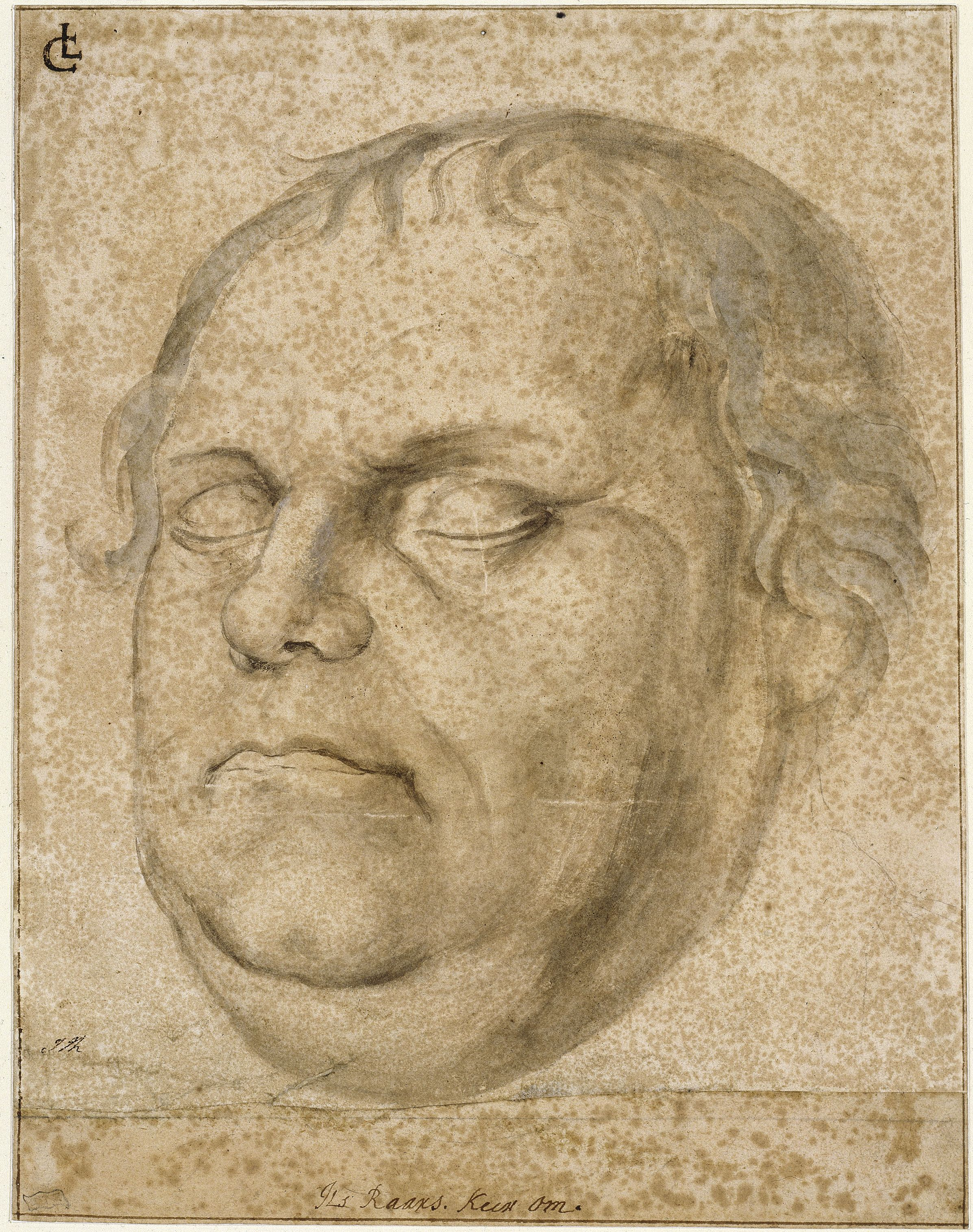
Porträt des toten Luther, das Lukas Furtenagel zugeschrieben wird

Uta Kornmeier hält die Gesamtsumme für zu gering, als dass sie für eine Herstellung einer solchen Figur angemessen gewesen wäre. Sie geht überdies davon aus, dass die Darstellung des Gesichts und der Hände tatsächlich auf Abgüssen basierte, die vom Leichnam Luthers abgenommen wurden. Sie vermutet, dass Luthers Freund Justus Jonas der Ältere diese Abgüsse veranlasst haben könnte und dass der Maler Lukas Furtenagel, dem wohl das Porträt des verstorbenen Luther zu verdanken ist, das als Ausgangspunkt der vielen Bildnisse Luthers auf dem Totenbett gilt, damit beauftragt wurde. Als Argumente für diese Theorie führt sie an, dass Jonas mit der antiken Gepflogenheit, Verstorbene in Wachs zu porträtieren, vertraut gewesen sei und dass ein solcher Gesichtsabguss auch eine propagandistische Funktion gehabt haben könnte. Man habe damit Luthers friedvolles Sterben nachweisen wollen. Sie weist darauf hin, dass die Praxis dieser Abgüsse, von Italien her kommend, seit dem frühen 16. Jahrhundert auch in Deutschland nicht unüblich war und dass beispielsweise auch von Albrecht Dürers Gesicht und einer seiner Hände, nach einer heimlichen Exhumierung, Abgüsse angefertigt wurden. Furtenagel und Jonas hätten vielleicht schon 1546 eine umfangreichere plastische Darstellung Luthers im Sinn gehabt, womöglich ein Denkmal Luthers in sitzender Position, was auch die Haltung der Hände der Luthereffigie erkläre. Nur sei Furtenagel 1546 in seine Augsburger Heimat zurückgekehrt und Jonas 1547 der Stadt verwiesen worden, so dass diese Pläne nicht mehr zur Ausführung gekommen seien. Wo die Abgüsse sich befunden haben sollen, ehe irgendwann im 17. Jahrhundert Luther in effigie zusammengebaut wurde, lässt sie im Ungewissen. Kornmeiers Annahme, dass schon zu Furtenagels Zeit eine plastische Darstellung Luthers etwa als Funeraleffigie geplant gewesen sei, lässt sich laut Birkenmeier „kunsthistorisch nicht untermauern, da die ersten Darstellungen dieser Art erst vom Anfang des 17. Jahrhunderts bekannt sind“.

## Geschichte
Die Figur wurde, nachdem sie montiert war, zunächst in der Marienbibliothek aufgestellt und als Sehenswürdigkeit behandelt. Möglicherweise wurde sie anlässlich des Neubaus des Bibliotheksgebäudes 1612 angefertigt. Uta Kornmeier meint, sie könne von David Psolmaier inspiriert oder gar angefertigt worden sein.
Frühe Abbildungen des Luther in effigie stammen aus dem 18. Jahrhundert. Es gibt einen Stich von 1730 und einen weiteren von 1736, der dasselbe Motiv zeigt. Letzterer, angefertigt von Christian Gottlob Liebe nach einem Gemälde von Johann Anton Rüdiger, trägt die Inschrift: „Dieses Kupfer ist gezeichnet nach dem Bilde, so zu Halle anno 1546 von dem toten Leichnam in Wachs gegossen und auf der Bibliothek zur l. Frau daselbst stehet.“

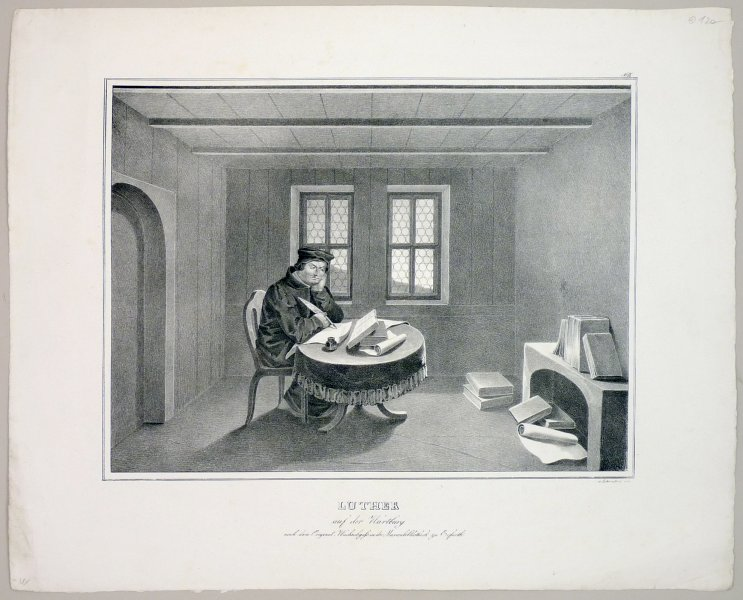
Löwensterns Darstellung von Luther auf der Wartburg

Aus dem 19. Jahrhundert stammt ein Bild in der Lutherlebenfolge von Wilhelm Baron von Löwenstern. Die um 1827 entstandene Lithographie stellt einen Anachronismus dar: Luther wird in seiner Zelle auf der Wartburg gezeigt. Sein Porträt müsste in diesem Umfeld dem bärtigen Junker-Jörg-Typus entsprechen, dem Luthers Aussehen in der Wartburgzeit nahekam. Tatsächlich ist Luther aber als rasierter Träger von Schaube und Barett dargestellt, und zwar deshalb, weil sich der Künstler laut Bildtitel an dem „Original-Wachsabguß in der Marien-Bibliothek in Erfurth [!]“ orientiert hat.
Schon vor Löwenstern hatte sich Johann Gottfried Schadow im Jahr 1806 bei den Vorarbeiten zu seinem Lutherdenkmal in Halle mit Luther in effigie beschäftigt. Er hatte die Maske gezeichnet und vermessen. Schadows Lutherstandbild wurde 1821 in Wittenberg aufgestellt.
1891 wechselte Luther in effigie seinen Standort. Die Marienbibliothek wurde in einem Neubau untergebracht und die Lutherfigur wurde in einem Turmzimmer aufgestellt, wo sie vermutlich nicht mehr von zahlreichen Besuchern besichtigt wurde. Anlässlich des 400. Jahrestages des Thesenanschlags Luthers wurden Fotoansichtskarten von der Figur produziert, denen zu entnehmen ist, dass die Figur sich damals schon deutlich verändert hatte. War Luther bislang als Schreibender, der von seiner Arbeit aufblickt, dargestellt worden, saß er nun als Lesender über das Buch gebeugt. Altersbedingte Zerfallserscheinungen hatten der Figur offenbar zugesetzt. Spätestens zur Zeit der Fotografien anlässlich des Jubiläums 1917 wurde die Perücke durch eine große Mütze ersetzt, und das Wachs zeigte Verformungen und Verfärbungen. Bezeichnungen wie „Lutherschreck“ und „Schreckgespenst“ kamen für die ramponierte Figur in Umlauf, außerdem begann man an der Echtheit der Abgüsse und der Authentizität der Darstellung Luthers zu zweifeln.
Der Anthropologe Hans Hahne wurde 1926 mit der Untersuchung der wächsernen Teile der Figur beauftragt. Er kam zu dem Schluss, dass es sich tatsächlich um Abgüsse von einem Toten handelte, dass aber diese Abgüsse dem Aussehen Luthers in jüngeren Jahren angepasst worden seien, und ließ sich in seinem Gutachten außerdem über die rassekundlichen, physiognomischen und phrenologischen Erkenntnisse aus, die er bei der Untersuchung gewonnen haben wollte. Darüber hinaus bearbeitete Hahne die ihm zur Untersuchung überlassenen Schaustücke und gestaltete sie im Sinne der Furtenagelschen Zeichnung um, allerdings mit erheblichen Freiheiten.
Seit 1924 war Luther in effigie in der Sakristei der Marienkirche in Halle aufgestellt. Die wächsernen Originalteile, die Hahne zur Untersuchung bekam, wurden danach nicht wieder an der Figur angebracht, sondern in einem gesonderten Kasten aufbewahrt. Die Figur in der Sakristei war nun nur noch mit Kopien dieser Teile ausgestattet. Überdies verlor sie wohl an Attraktivität, weil in den Jahren 1923 und 1927 die ersten Filme über Luthers Leben gezeigt wurden, die ein lebendigeres Bild des Reformators vermitteln konnten. 1927 stellte der Kunsthistoriker Ernst Benkard außerdem die provokante These in den Raum, die Darstellung Luthers in der Marienkirche entspreche katholischen Heiligenfiguren. Pfarrer Fritze widersprach dieser Aussage empört, war aber bald schon mit weiteren und zum Teil absurden Aussagen konfrontiert. So wurde in einer Hetzschrift 1928 behauptet, Luther sei von Juden, Jesuiten und Geheimbündlern ermordet worden.
Fritze wurde fortan wegen der als unwürdig empfundenen Darstellung Luthers in seiner Kirche heftig angegangen, unter anderem von der Ärztin Mathilde Ludendorff, die nicht nur die Verschwörungstheorie um Luthers Tod weiterentwickelte, sondern vor allem kritisierte, dass Luther in effigie Figur an eine Panoptikumsfigur erinnerte und die Besucher erschreckte, die nichtsahnend in die Sakristei traten.
Fritze setzte sich zur Wehr. Noch 1931 wurde die Figur einer Besichtigung durch die Kirchenleitung, Johannes Ficker, Hahne und andere Personen unterzogen, die zu dem Schluss kamen, Luther in effigie stelle keine Schändung, sondern im Gegenteil eine Ehrung seines Urbildes dar, müsse aber restauriert und den gängigen Lutherbildern angepasst werden. Im selben Jahr wurde noch ein kleiner Führer herausgegeben, der dem Publikum die Darstellung Luthers in der Marienkirche erläuterte. Doch wenige Jahre später wurde, nachdem Mathilde Ludendorff 1933 wieder die Initiative ergriffen hatte, die Figur offenbar aus der Kirche entfernt und wahrscheinlich zerstört. Ein Kirchenführer aus dem Jahr 1941 enthielt laut Kornmeier nur noch einen Hinweis auf die angebliche Totenmaske Luthers. Horst Bredekamp hingegen behauptet, die Figur sei bis 1943 in der Kirche verblieben, dann in eine Bank ausgelagert worden, in den 1960er Jahren noch in Resten existent gewesen und 2006 wieder in einen Nebenraum der Marktkirche verbracht worden.
Gipskopien der Hände und des Gesichts des Luther in effigie wurden ab 1933 im angeblichen Sterbehaus Luthers in Eisleben gezeigt. Sie wurden in einem historistisch inszenierten Ambiente präsentiert. Das Haus wurde im September 2011 geschlossen; vor einer Präsentation der Exponate in einem neuen Rahmen sollte ihre Authentizität überprüft werden.